# Epidendrum heringeri
Epidendrum heringeri är en orkidéart som beskrevs av Eric Hágsater. Epidendrum heringeri ingår i släktet Epidendrum och familjen orkidéer. Inga underarter finns listade i Catalogue of Life.